# 225088 Gonggong
Gonggong (denominazione ufficiale 225088 Gonggong) è un oggetto transnettuniano orbitante intorno al Sole nel disco diffuso. Scoperto nel 2007, presenta un'orbita caratterizzata da un semiasse maggiore pari a 67,3782739 au e da un'eccentricità di 0,5029744, inclinata di 30,73943° rispetto all'eclittica. Ha una magnitudine assoluta (H) di 1,9 e un diametro dell'ordine dei 1500 km. Al 2017, è, per dimensioni, il terzo oggetto conosciuto presente oltre l'orbita di Nettuno. Con queste caratteristiche, è probabilmente un pianeta nano, sebbene l'IAU non l'abbia inserito in tale categoria.
Da osservazioni condotte con il telescopio spaziale Hubble, nel 2016 è stata annunciata durante la conferenza congiunta tra la Division for Planetary Sciences (DPS) dell'American Astronomical Society e il Congresso europeo di scienze planetarie (ECSP) la scoperta di un satellite di circa 300 km di diametro in orbita attorno a Gonggong, osservazione confermata a marzo 2017. La scoperta di una luna dovrebbe consentire di determinare la massa del sistema, e quindi di stimare quella di Gonggong per eccesso.

## Scoperta
Gonggong fu scoperto il 17 luglio 2007 da Megan E. Schwamb, allora una studentessa di Michael E. Brown, del California Institute of Technology, come parte della propria tesi di dottorato.
La scoperta fu resa nota il 23 agosto 2008 da un gruppo di ricercatori composto da M.E. Schwamb, M. E. Brown e D.L. Rabinowitz ed annunciata formalmente il 7 gennaio 2009.

### Denominazione
Gonggong, denominato al momento della scoperta con la designazione provvisoria 2007 OR10, fu soprannominato, dagli stessi autori della scoperta, "Snow White" (Biancaneve), poiché già dalla loro campagna osservativa si evidenziava che doveva essere o molto grande o molto brillante. Inoltre era anche il "settimo nano" (cioè il settimo oggetto candidato a diventare pianeta nano) scoperto dalla squadra di Brown, dopo Quaoar nel 2002, Sedna nel 2003, Haumea e Orco nel 2004, e Makemake ed Eris nel 2005.
In previsione della denominazione ufficiale, il 9 aprile 2019 gli scopritori hanno avviato un sondaggio aperto a tutti per scegliere fra tre possibili nomi: Gonggong (dall'omonima divinità cinese), Holle (da Frau Holle, protagonista di fiabe germaniche) e Vili (dall'omonima divinità norrena). Con una preferenza del 46%, il nome Gonggong ha prevalso su Vili (31%) e Holle (23%). Tale nome è quindi diventato ufficiale nel 2020.

## Parametri orbitali

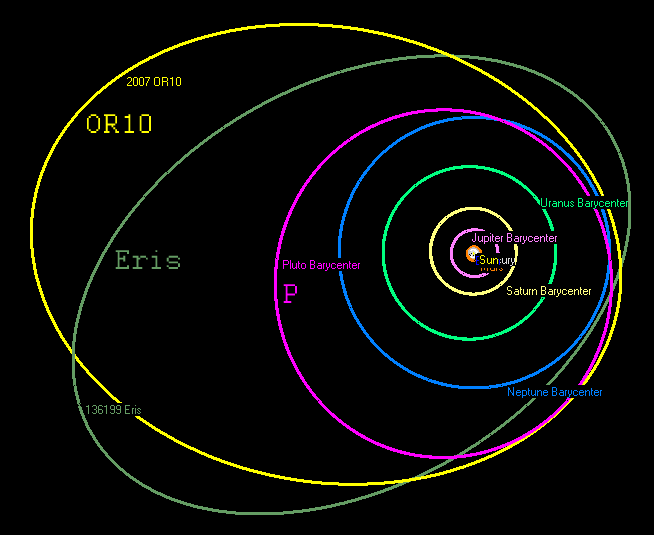
L'orbita di Gonggong confrontata con quelle di Eris e Plutone.

Gonggong segue un'orbita simile a quella del pianeta nano Eris, caratterizzata da un semiasse maggiore di 67,33 au, un'eccentricità pari a 0,5 ed un'inclinazione rispetto al piano dell'eclittica di circa 30°. Appartiene quindi al disco diffuso.
Gonggong attualmente si trova a circa 87 au dal Sole e l'ultimo passaggio al perielio risale al 1856.
Nella classifica degli oggetti più distanti dal Sole è al secondo posto tra quelli di grandi dimensioni, superato solo da Eris (96 AU). Fino al 2013 era preceduto anche da Sedna (ora a 86 AU dal Sole), che si sta lentamente avvicinando al Sole.
Il Deep Ecliptic Survey (DES) ha calcolato un'orbita preliminare che presenta una risonanza orbitale 10:3 con Nettuno. Tuttavia, questo dato non è stato ancora confermato.

## Dimensioni
La dimensione di un pianetino può essere desunta dalla sua magnitudine assoluta e dalla sua albedo. Gonggong ha una magnitudine assoluta di 1,9. Ciò lo rende un po' meno brillante di Sedna (H=1,6; <1600 km) ed un po' di più di Orco (H=2,3; ~950 km). Assumendo per Gonggong un valore dell'albedo caratteristico per gli oggetti transnettuniani, si riteneva che le sue dimensioni potessero essere comprese tra quelle di Sedna e Quaoar.
Successive osservazioni hanno mostrato che Gonggong è tra gli oggetti più rossastri conosciuti. Questo è probabilmente dovuto in parte al ghiaccio di metano, che vira al rosso quando è investito dai raggi cosmici e dalla luce solare.
Basandosi sulle stime del maggio 2016, Gonggong dovrebbe avere un diametro di {\displaystyle 1535_{-225}^{+75}} km, che lo porterebbe ad essere il terzo più grande pianeta nano, dopo Plutone ed Eris.

## Status di pianeta nano
L'Unione Astronomica Internazionale (IAU) ha stabilito che un corpo celeste transnettuniano che possiede una magnitudine assoluta inferiore a H=+1 può essere ragionevolmente classificato tra i plutoidi e quindi tra i pianeti nani, ritenendo che la dimensione minima di un oggetto che abbia una tale magnitudine assoluta sia sufficiente a fargli raggiungere l'equilibrio idrostatico. Ciò non esclude che oggetti con un valore maggiore della magnitudine assoluta, com'è il caso appunto di Gonggong, non siano dei pianeti nani; è quindi necessario dimostrare in altro modo che abbiano raggiunto l'equilibrio idrostatico. Tuttavia Gonggong è troppo distante perché possa esserne risolto direttamente il diametro.
Brown ha dichiarato che "dovrebbe essere un pianeta nano anche se fosse prevalentemente roccioso"; Scott Sheppard e colleghi pensano che sia "verosimile" che "Snow White" sia un pianeta nano basandosi sul suo minimo diametro possibile (552 km assumendo un'albedo unitaria) e su quanto se ne sa sull'equilibrio idrostatico nei corpi freddi, composti da rocce e ghiaccio.
Sulla base dell'orbita del piccolo satellite di Gonggong (vedi sotto), la relativa massa è stata calcolata in 1,75×1021 kg per una densità di 1,72±0,16 g/cm³. La massa e la densità sono fattori che determinano se il corpo celeste è in equilibrio idrostatico.
La stima delle dimensioni precedenti di 1535 km va rivista perché era basata su un ipotetico equatore-in-vista. Data la massa di 1,75×1021 kg, questa dimensione implicherebbe una densità di 0,92 g/cm³, inaspettatamente bassa per un oggetto di tale dimensione. Kiss et al. stimano che il diametro di Gonggong sia compreso tra 1210 e 1,295 km, con un valore medio di 1253 km.

## Satellite
Nel 2016, dall'analisi di immagini riprese dal telescopio spaziale Hubble di Gonggong nel 2010, si è rivelata la presenza di un satellite di circa 300 km di diametro orbitante a una distanza di almeno 15000 km dal candidato pianeta nano. Questa scoperta è stata annunciata il 17 ottobre 2016.
Nel maggio del 2017 ulteriori analisi hanno confermato la presenza del satellite. Nel 2020 ha ricevuto la denominazione Xiangliu, dal nome del serpente a nove teste che sovente accompagna Gonggong nei miti.
Il satellite è probabilmente troppo piccolo e scuro per aver falsato le precedenti stime di diametro di Gonggong.
Sulla base delle osservazioni di Hubble prese fra ottobre e dicembre 2017, l'orbita e le proprietà fisiche del satellite potrebbero essere ulteriormente definite. L'orbita ha un'eccentricità relativamente elevata di 0,31, sia derivante da un'orbita intrinsecamente eccentrica, che da una lenta evoluzione delle maree, oppure causata dal meccanismo di Kozai. La dinamica dell'orbita suggerisce che il satellite sia piccolo, meno di 100 chilometri di diametro, indicando un'albedo molto superiore a quello di Gonggong. Il satellite è molto meno rosso di Gonggong. La differenza di colore di (ΔV-R = 043±017 mag), tra primario e satellite è la più grande tra tutti gli oggetti transnettuniani binari conosciuti.